# Karl Pirich
Karl Pirich (* 27. April 1875 in Salzburg; † 22. Juni 1956 ebenda) war ein österreichischer Architekt.

## Biographie
Karl Pirich besuchte von 1889 bis 1893 die k.k. Staatsgewerbeschule in Salzburg und fand im Abschlussjahr eine Anstellung bei Jakob Ceconi, der damals die bedeutendste Baufirma im Land Salzburg leitete. Nach fünfjähriger Tätigkeit bei der Firma Ceconi begann er 1898 sein Studium bei Otto Wagner an der k.k. Akademie der bildenden Künste in Wien und erhielt am 24. Juli 1901 den Titel „Akademischer Architekt“ verliehen.
Während seines Studiums entwarf er für Ceconi die zwei Villen „Rudolfskai 52“ (1899) und „Rudolfskai 50“ (1900). Danach arbeitete er für das Baubüro Angelo Cominis in Bad Gastein und für weitere sechs Jahre als führender Architekt bei Jakob Ceconi. In dieser Zeit wurde er durch den Bau der St. Antonius-Kirche in Itzling (1903) bekannt. 1907 errichtete er, wiederum mit Comini, in Bad Gastein den Böcksteinerhof.
Ab 1907 arbeitete er als selbständiger Architekt und forcierte nunmehr seinen eigenen, persönlichen Stil, der sich in einer Synthese des heimatlichen Bauens mit dem Jugendstil ausdrückte. Vor 1910 entstanden nach seinen Plänen die Ökonomieanlagen des Stiftes Nonnberg (Nonnbergerhof) sowie Gutshöfe der Stieglbrauerei in Maxglan. Er entwarf unter anderem zahlreiche Innenausstattungen, z. B. für die Borromäuskirche in Salzburg (1912), sowie Altäre, Orgelprospekte, kirchliche Einrichtungsgegenstände und Gerätschaften. Zu den bekanntesten Profanbauten Pirichs zählen der Saalbau des Morzgerhofes (1913) und des Augustiner-Bräustübls, der Braugasthof Obertrum, der Salzburger Platzlkeller sowie Villen und Landhäuser (z. B. Wohnhaus „Kapsreiter“ in Schärding und Wohnhaus „Angermaier“ in Salzburg).
1913 wurde er Diözesanarchitekt und zeichnete für sämtliche Baumaßnahmen der Kirchenverwaltung in der Erzdiözese Salzburg verantwortlich. Nach den Ortsbränden von Obertrum (1917) und Wagrain (1927) war er bedeutend am Wiederaufbau beider Ortschaften beteiligt. 1923 wurde Karl Pirich der Titel Oberbaurat verliehen. 1940 erfolgte eine Anstellung als Architekt im Salzburger Siedlungsamt. Nach dem Zweiten Weltkrieg arbeitete er ehrenamtlich als Bauberater für die Stadtgemeinde Salzburg. Erst im Alter von 78 Jahren trat er 1953 als Diözesanarchitekt in den Ruhestand. Nach seinem Ableben wurde er am Salzburger Kommunalfriedhof beigesetzt.
Karl Pirich war ab 1914 Mitglied des fürsterzbischöflichen Diözesan-Denkmalrates und ab 1918 der Beratungsstelle für Kriegerdenkmäler im Herzogtum Salzburg. Für den 1911 gegründeten Verein für Heimatschutz war er ab 1915 als Ausschussmitglied tätig.

## Familie
Pirich war der Sohn des Polizeibeamten Wilhelm Pirich und dessen Frau Leontine. Im September 1901 ehelichte er Maria Winkler und wurde Vater der gemeinsamen Tochter Margarethe (* 1908).